# Thomas Victor Anderson
Thomas Victor Anderson, kanadski general, * 4. julij 1881, † 1972.
Med letoma 1938 in 1940 je bil načelnik Generalštaba Kanadske kopenske vojske.